# Nickelodeon Kids’ Choice Awards 2009

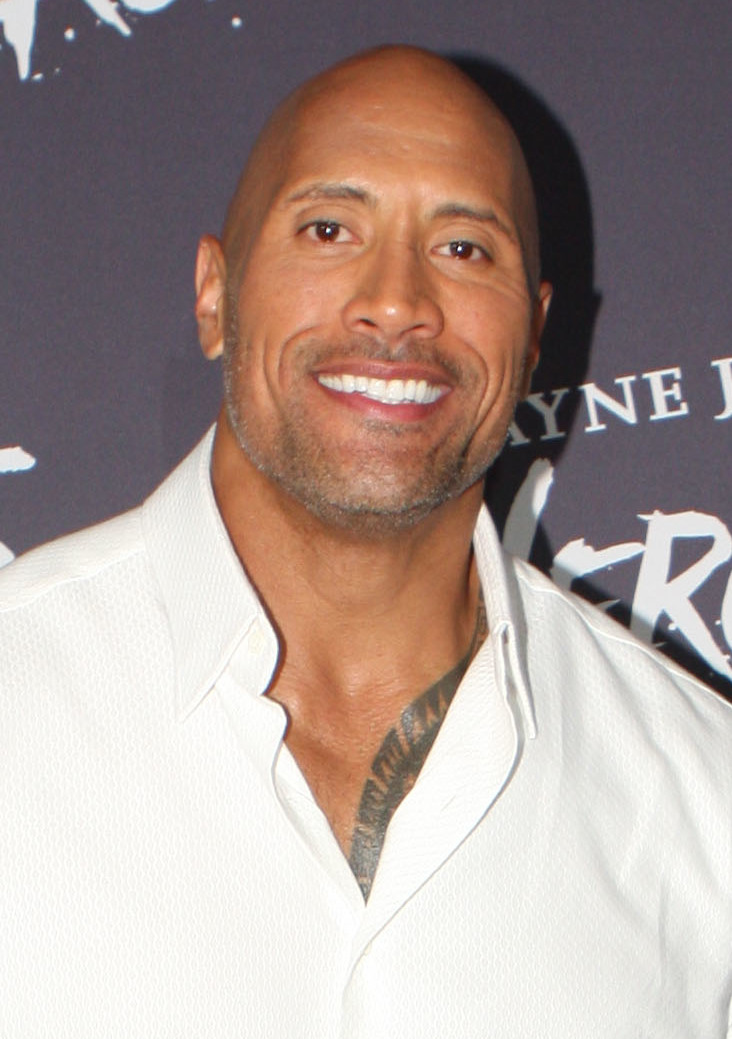
Moderator Dwayne Johnson (2014)

Die Nickelodeon Kids’ Choice Awards 2009 (KCA) fanden am 28. März 2009 im Pauley Pavilion auf dem Gelände der University of California in Los Angeles statt. Es war die 22. US-amerikanische Preisverleihung der Blimps. Dies sind orangefarbene, zeppelinförmige Trophäen mit dem Logo des Senders Nickelodeon, die in 18 Kategorien vergeben wurden. Darüber hinaus erhielt Leonardo DiCaprio den Ehrenpreis Big Green Help Award. Der Moderator der Verleihung war der Wrestler und Schauspieler Dwayne Johnson. Die Vorberichte vom „orangen Teppich“ namens Orange Carpet Pre-Show wurden von Lily Collins und Jeff Sutphen, verkleidet als Superheld „Pick Boy“, moderiert.

## Live-Auftritte
Die Jonas Brothers sangen ihre Singles SOS und Burnin’ Up, und die Pussycat Dolls traten mit den Songs Jai Ho und When I Grow Up auf.

## Schleimduschen
Zur Belustigung erhalten jedes Jahr einige Prominente eine grüne Schleimdusche, die Nickelodeon als höchste Würdigung versteht. Im Jahr 2009 waren die Schauspieler Hugh Jackman, Sandra Bullock und Jesse McCartney sowie die Jonas Brothers und der Moderator Dwayne Johnson an der Reihe. Außerdem rutschte Will Ferrell über eine über 60 Meter lange Rutsche in ein mit Schleim gefülltes Planschbecken.

## Kategorien
Kinder und Jugendliche konnten ab dem 2. März 2009 über die Internetseiten von Nickelodeon für ihre Kandidaten abstimmen. Nicht zur Abstimmung stand der Ehrenpreis Big Green Help Award. Leonardo DiCaprio bekam diesen für seinen Beitrag zum Umweltschutz verliehen, mit dem er Kinder „inspiriere“, sich ebenfalls im Umweltschutz zu engagieren. Der grüne Big Green Help Award ersetzte den silbernen Wannabe Award, der von 2001 bis 2008 vergeben wurde.
Die Gewinner sind fett angegeben.

### Fernsehen
| - iCarly - Hannah Montana - Hotel Zack & Cody - Zoey 101 - Selena Gomez – Die Zauberer vom Waverly Place - America Ferrera – Ugly Betty - Miley Cyrus – Hannah Montana - Miranda Cosgrove – iCarly - Dylan Sprouse – Hotel Zack & Cody - Cole Sprouse – Hotel Zack & Cody - Jason Lee – My Name Is Earl - Nat Wolff – The Naked Brothers Band | - SpongeBob Schwammkopf - Cosmo & Wanda – Wenn Elfen helfen - Die Simpsons - Phineas und Ferb - American Idol - America’s Next Top Model - Are You Smarter than a 5th Grader? - Deal or No Deal |

### Film
| - High School Musical 3: Senior Year - Bedtime Stories - Iron Man - The Dark Knight - Vanessa Hudgens – High School Musical 3: Senior Year - Anne Hathaway – Get Smart - Jennifer Aniston – Marley & Ich - Reese Witherspoon – Mein Schatz, unsere Familie und ich - Will Smith – Hancock - Adam Sandler – Bedtime Stories - George Lopez – Beverly Hills Chihuahua - Jim Carrey – Der Ja-Sager | - Madagascar 2 - Bolt – Ein Hund für alle Fälle - Kung Fu Panda - WALL·E – Der Letzte räumt die Erde auf - Jack Black – Kung Fu Panda als Po - Ben Stiller – Madagascar 2 als Alex - Jim Carrey – Horton hört ein Hu! als Horton - Miley Cyrus – Bolt – Ein Hund für alle Fälle als Penny |

### Musik
| - Jonas Brothers - Daughtry - Linkin Park - Pussycat Dolls - Single Ladies (Put a Ring on It) – Beyoncé - Don’t Stop the Music – Rihanna - I Kissed a Girl – Katy Perry | - Miley Cyrus - Alicia Keys - Beyoncé - Rihanna - Jesse McCartney - Kid Rock - T-Pain |

Ursprünglich war auch Chris Brown als Lieblings-Sänger und sein Lied Kiss Kiss als Lieblings-Song nominiert. Nachdem er wegen häuslicher Gewalt in der Beziehung mit Rihanna angeklagt wurde, befürwortete eine Online-Petition die Streichung seiner Nominierung. Daraufhin ließ er sich von der Nominierungsliste streichen.

### Sport
| - Candace Parker - Danica Patrick - Serena Williams - Venus Williams | - Peyton Manning - LeBron James - Michael Phelps - Tiger Woods |

### Andere
| - Guitar Hero: World Tour - Mario Kart Wii - Mario Super Sluggers - Rock Band 2 - Die Twilight-Saga – Stephenie Meyer - Harry Potter – Joanne K. Rowling - Gregs Tagebuch – Diary of a Wimpy Kid – Jeff Kinney - Gregs Tagebuch: Mach’s wie Greg! – Diary of a Wimpy Kid: Do-It-Yourself Book – Jeff Kinney | - Leonardo DiCaprio |

### Deutschland
Nachdem 2007 und 2008 eigenständige deutsche Nick Kids’ Choice Awards veranstaltet wurden, wurde 2009 in Deutschland am 4. April die US-amerikanische Ausgabe ohne ergänzende deutschsprachige Kategorien ausgestrahlt.